# 프리찌스 오너
《프리찌스 오너》(영어: Prizzi’s Honor)는 1985년 개봉한 미국의 블랙 코미디 범죄 드라마 영화이다. 존 휴스턴이 감독을 맡았으며, 리처드 콘던의 동명 소설이 원작이다.
1985년 제43회 골든 글로브상 뮤지컬·코미디 영화 부문 작품상·감독상·남우 주연상·여우 주연상 수상작이며, 제39회 영국 아카데미 영화상에서 각색상을 탔다.

## 줄거리
찰리 파태나는 돈 코라도 프리치가 수장으로 있는 뉴욕 마피아 조직에 ‘프리치의 명예(Prizzi’s honor)를 지키겠다’는 피의 맹세를 한 이후로 청부 살인 업자로 일하고 있다. 현재 조직은 실질적으로는 돈의 아들인 도미닉과 에드와도가 이끄는 중이다.
찰리는 한 결혼식에서 매혹적인 여인 아이린 워커에게 첫눈에 반한다. 곧 찰리는 네바다의 한 카지노를 강도질한 남자를 살해하는 임무를 수행하러 캘리포니아로 향하고, 그곳에서 아이린이 바로 살해 대상의 아내였다는 사실을 알게 된다. 아이린은 남편의 범죄에 연루되지 않았다고 주장하며 돈 일부를 갚고, 찰리는 그녀를 믿으며 사랑에 빠진다. 둘은 결혼하기 위해 멕시코로 떠나고, 찰리의 옛 연인이자 도미닉의 딸인 메이로즈는 아이린이 조직을 배신했음을 밝혀내기 위해 서부로 떠난다.
돈의 오른팔인 찰리의 아버지 앤절로는 아이린이 찰리처럼 청부 살인 업자라는 사실을 밝힌다. 조직 내부 권력 다툼 속에서 프리치의 아들 도미닉은 찰리가 방해가 된다고 여겨 그를 제거하기 위해 청부 살인을 의뢰하는데, 그 임무를 맡게 되는 사람은 다름이 아니라 찰리의 아내가 된 아이린이다. 앤절로는 아들 찰리 편에 서고, 에드와도는 도미닉이 벌인 짓에 경악한다. 결국 도미닉은 조직에서 내쫓긴다.
이후 아이린과 찰리는 조직을 위해 납치극을 벌이고, 그 과정에서 아이린이 경찰 간부의 아내를 쏘면서 조직과 경찰의 관계가 위태해진다. 엎친 데 덮친 격으로 아이린은 네바다 카지노에서 조직의 허락을 받지 않고 강도 행각을 벌인 것을 질책당한 뒤 조직으로부터 큰 돈을 요구받고 있지만 지불을 거부하는 중이다. 돈은 결국 찰리에게 아이린을 처리하라는 지시를 내린다.
찰리가 캘리포니아 집으로 돌아온 뒤 침실에서 아이린과 찰리가 동시에 총을 뽑고 그 결과 아이린이 사망한다. 슬픔에 잠긴 찰리가 뉴욕으로 돌아와 메이로즈와 재회해 위로를 받으면서 영화는 마무리된다.

## 출연진
- 잭 니컬슨 - 찰리 파태나 역
- 캐슬린 터너 - 아이린 월처비츠 / 아이린 워커 / 헬러 부인 역
- 앤젤리카 휴스턴 - 메이로즈 프리치 역: 도미닉의 딸. 찰리의 옛 연인.
- 로버트 로자 - 에드와도 프리치 역: 돈의 아들.
- 존 랜돌프 - 앤절로 “팝” 파태나 역: 찰리의 아버지. 돈의 오른팔.
- 윌리엄 히키 - 돈 코라도 프리치 역
- 리 리처드슨 - 도미닉 프리치 역: 돈의 아들.
- 마이클 롬바드 - 로자리오 필라지 / 로버트 핀리 역
- CCH 파운더 - “피치스” 앨터몬트 역
- 로런스 티어니 - 데이비 핸리 경위 역
- 딕 오닐 - 블루스톤 역
- 설리 보이어
- 스탠리 투치

## 기타 제작진
- 배역: 앨릭스 고딘
- 미술: 데니스 워싱턴
- 의상: 돈펠드